# Acasta conica
Acasta conica is een zeepokkensoort uit de familie van de Archaeobalanidae.